# Rijeke Luksemburga
Sve luksemburške rijeke ulijevaju se u Sjeverno more, većina preko rijeke Moselle, osim na krajnjem jugozapadu zemlje, koji se ulijeva u Chiers. Rijeke koje se ulijevaju u more poredane su po abecedi. Rijeke koje se ulijevaju u druge rijeke razvrstane su prema blizini mjesta ušća u more. Neke rijeke (npr Meuse, Rajna) same ne teku kroz Luksemburg, ali se spominju jer imaju pritoke iz Luksemburga. Date su kurzivom. 
- Meuse (glavna grana u Stellendamu, Nizozemska)
  - Chiers (u Bazeillesu, Francuska )
- Rajna (glavna grana u Hook of Holland, Nizozemska)
  - Moselle (u Koblenzu, Njemačka)
    - Sauer (u Wasserbilligu)
      - Crni Ernz (u Grundhofu)
      - Bijeli Ernz (u Reisdorfu)
      - Our (u Wallendorfu)
      - Blees (u Bettendorfu)
      - Alzette (u Ettelbrucku)
        - Wark (u Ettelbrucku)
        - Attert (u Colmar-Bergu)
        - Eisch (u Merschu)
        - Mamer (u Merschu)
        - Pétrusse (u gradu Luxembourgu)
        - Mess (u Bergemu)

      - Wiltz (u Goebelsmuhleu)
        - Clerve (u Kautenbachu)

    - Syre (u Mertertu)
    - Gander (u Haute-Kontzu, Francuska)